# Reinhold Hennig
Reinhold Hennig (* 24. Mai 1919 in Zerbst; † 27. Oktober 2003) war ein deutscher Journalist und Funktionär der DDR-Blockpartei NDPD. Er war von 1951 bis 1955 Abgeordneter der Volkskammer der DDR und von 1953 bis 1955 Chefredakteur des NDPD-Zentralorgans National-Zeitung.

## Leben
Hennig, Sohn eines Lehrers, besuchte die Volksschule und das Realgymnasium. Er wurde 1937 zum Wehrdienst in die Wehrmacht eingezogen und musste ab 1939 Kriegsdienst leisten. Er geriet 1944 in sowjetische Kriegsgefangenschaft und besuchte eine Antifa-Schule.
Hennig kehrte Anfang 1950 nach Deutschland zurück. Er ging in die DDR und trat im selben Jahr in die NDPD ein. Auf dem 2. NDPD-Parteitag im Juni 1950 wurde er in den Hauptvorstand der Partei gewählt. Auf dem 3. Parteitag im Juni 1951 wurde er Mitglied des neugebildeten NDPD-Hauptausschusses und Leiter der Hauptabteilung Wahlkörperschaften und Verwaltung des Hauptausschusses. Zeitweise war er persönlicher Referent des damaligen stellvertretenden Parteivorsitzenden Vincenz Müller. Am 31. Oktober 1951 rückte er in die Volkskammer nach. Vom 25. Februar 1953 bis 1955 übte er die Funktion des Chefredakteurs des NDPD-Zentralorgans „National-Zeitung“ aus (Nachfolger von Rudi Reinwarth) und war gleichzeitig Mitglied des NDPD-Parteivorstandes. Im August 1955 erfolgte sein Ausschluss aus dem NDPD-Hauptausschuss und am 23. September 1955 legte er sein Volkskammermandat nieder. In der Volkskammer war er Mitglied des Ständigen Ausschusses für Allgemeine Angelegenheiten.
Anschließend war er Mitarbeiter im Urania-Verlag in Leipzig. Ab 1957 arbeitete er als Wirtschaftsredakteur bei der Zeitung BZ am Abend in Berlin, war später bis Mai 1984 stellvertretender Chefredakteur.

## Auszeichnungen
- 1975 Vaterländischer Verdienstorden in Bronze  und 1979 in Silber[1]
- 1983 Berliner Journalistenpreis[2]